# Theope pedias
Espèce
Theope pedias est une espèce d'insectes lépidoptères appartenant à la famille  des Riodinidae et au genre Theope.

## Taxonomie
Theope pedias a été décrit par Gottlieb August Wilhelm Herrich-Schäffer en 1853.
Synonymes : Theope thelpusa Hewitson, 1860; Theope hypoxanthe Bates, 1868; Theope isia Godman & Salvin, 1878.

### Noms vernaculaires
Theope pedias se nomme  Yellow-bottomed Theope en anglais

## Description
Theope pedias est un papillon au  dessus des ailes antérieures bleu clair métallisé bordé de marron au bord costal et au bord interne et aux ailes postérieures bleu bleu clair métallisé.
Le revers est de couleur jaune d'or.

## Biologie
L'imago a été vu en Guyane d'octobre à janvier.

## Écologie et distribution
Theope pedias est présent au Mexique, au Costa Rica, à Panama, au Guatemala, en Guyana, au Surinam, en Guyane, à Trinité-et-Tobago et au Brésil,.

### Protection
Pas de statut de protection particulier.